# Heinrich Schaub (Politiker, 1915)
Heinrich Schaub (* 25. September 1915 in Willingshausen; † nach 1995) war ein deutscher Funktionär der DDR-Blockpartei LDPD. Er war Abgeordneter der Volkskammer der DDR und Vorsitzender des Bezirksverbandes Cottbus der LDPD.

## Leben
Schaub, Sohn eines Bergarbeiters, besuchte die Volksschule und absolvierte eine Lehre zum kaufmännischen Angestellten. Seit 1933 gehörte er der NSDAP an. Er wurde zum Reichsarbeitsdienst und zum Kriegsdienst bei der Wehrmacht eingezogen. Von 1945 bis 1950 arbeitete er zunächst als Hilfsarbeiter bei den Stadtwerken in Finsterwalde und als Angestellter des Finanzamtes Luckau.
Schaub trat 1946 der Liberal-Demokratischen Partei Deutschlands (LDP, später LDPD) bei und fungierte nach den Wahlen im Oktober 1950 bis Februar 1952 als Bürgermeister der Stadt Luckau. Seit 1951 gehörte er als Mitglied dem Zentralvorstand der LDPD, später auch dem Politischen Ausschuss der LDPD an. Ab 1952 war er Kreisrat in Luckau, ab September 1952 stellvertretender Vorsitzender des Rates des Kreises Luckau. 1953 wurde er zum Vorsitzenden des Bezirksverbandes Cottbus der LDPD gewählt. Dieses Amt bekleidete er bis 1957. Ab März 1954 war er Stellvertretender Vorsitzender des Rates der Stadt Cottbus und Vorsitzender des Kreisfriedensrates der Stadt Cottbus.
Von August 1953 bis 1958 war Schaub zudem Abgeordneter der Volkskammer. Später arbeitete er als Politischer Mitarbeiter beim Sekretariat des Nationalrates der Nationalen Front der DDR in Ost-Berlin Schaub lebte zuletzt in Berlin-Weißensee.

## Auszeichnungen
- Ehrennadel der Nationalen Front
- Ehrennadel des Deutschen Friedensrates in Silber und Gold
- Medaille für ausgezeichnete Leistungen
- 1975 Vaterländischer Verdienstorden in Bronze